# Hans Hut
Hans Hut (Haina, Hildburghausen, Turíngia, 1490 – Augsburg, 6 de desembre de 1527) fou un líder anabaptista al sud d'Alemanya i d'Àustria.

## Joventut
Fou per diversos anys sagristà a Bibra (Schmalkalden-Meiningen); posteriorment treballà allà com a enquadernador i finalment es va dedicar a la venda de llibres, dedicant-se especialment a distribuir textos luterans, per la qual cosa viatjà a diversos llocs.
El 1524, a Weissenfels, va participar en un grup de set artesans i obrers que estudiaven la Bíblia i qüestionaven el baptisme infantil. Van consultar les seves objeccions amb els teòlegs de Wittenberg, però la resposta que reberen no els deixà satisfets. Hut decidí llavors no batejar al seu fill nounat, per la qual cosa fou desterrat de Bibra. Llavors va anar a viure a Nuremberg, on es va fer amic d'Hans Denck i on batejà a Wolfgang Vogel, pastor d'Eltersdorf (Erlangen).

## Amb Müntzer i la revolució camperola
A l'octubre de 1524 Thomas Müntzer i Heinrich Pfeifer, van visitar Hut on passaren una nit a casa seva i després Hut, Denk i Pfeifer es van encarregar de fer imprimir el fullet de Müntzer «La falsa fe al nu». Per aquest motiu l'impressor Hieronymus Höltzel va ser detingut a Nuremberg i Pfeifer fou expulsat de la ciutat.
El 1525, en saber Hut que els camperols seguidors de Müntzer es trobaven reunits a Frankenhausen, decidí anar fins a aquest lloc. Hut volia participar en la batalla del 15 de maig de 1525, però els trets l'hi van impedir. Un cop derrotats els camperols, molts van ser detinguts i executats però Hut va ser alliberat perquè no havia pres les armes i se'n tornà a Bibra.
El 31 de maig de 1525 predicà a Bibra per invitació de Jörg Haug. Va dir que era hora que els camperols prenguessin el poder i destruïssin als enemics de la veritat, però explicà que no era l'època de la "fi dels temps", com creien els revoltats. Després de la derrota definitiva dels camperols, Hut va fugir de Bibra i s'establí de nou a Augsburg.

## Missioner
Després de moltes reflexions, Hans Denk i Kaspar Färber van convèncer a Hut d'unir-se a la seva fraternitat anabaptista. Denk, batejat pocs dies abans per un altre líder anabaptista, Baltasar Hubmaier, el batejà el 26 de maig de 1526, el dia de Pentecosta. Llavors va treballar amb un èxit sense precedents per a l'establiment i propagació de la nova fraternitat, viatjant d'un lloc a un altre i aconseguint en pocs mesos moltes adhesions, especialment entre els artesans. Predicava la imminent tornada de Crist.
Hut anà a Francònia. A Königsberg, va declarar que el principal error dels camperols rebels fou el de buscar la seva pròpia glòria i no la glòria de Déu i de recórrer a l'espasa en comptes d'esperar l'acció divina. Al seu poble natal, Haina, va guanyar molts adeptes. Prop d'Erlangen van celebrar una conferència, que va ser dissolta per les autoritats i els participants van ser expulsats de la ciutat. Es va dirigir llavors a Suàbia i després a Moràvia.
A la primavera del 1526 es va estar deu dies a Augsburg durant els quals va aconseguir reorganitzar la comunitat anabaptista, que va triar els seus líders i va crear un servei d'ajuda als pobres. Organitzada sobre la base de l'ajuda mútua, la comunitat va créixer ràpidament.

## Debats amb Hubmaier
A finals del 1526 a Nikolsburg, Moràvia, Hut es va trobar amb Baltasar Hubmaier, però les seves divergències sobre el pagament de l'impost per a la guerra contra els turcs els va portar a organitzar un debat sobre aquest tema a Bergen. Hut s'oposava al fet que els cristians sostinguessin en qualsevol forma la guerra contra els turcs. Després d'un segon debat que es va dur a terme al castell de Nikolsburg, les autoritats van detenir a Hut dins del castell, però ell va aconseguir escapar per una finestra.
Les autoritats acusaven a Hut de ser l'autor d'un fullet, l'autoria del qual va negar. Actualment s'ha provat que aquest fullet, que anunciava que la fi del món seria el 1528 i negava la divinitat de Crist, no va ser escrit per Hut, sinó que va ser obra dels seus oponents, qui prengueren alguns punts del qüestionari al que Hubmaier va sotmetre a Hut i els van amalgamar hàbilment amb algunes declaracions anabaptistes i amb afirmacions inventades amb l'objectiu de desprestigiar als anabaptistes.
Hut tenia cinc fills; el 25 de gener de 1527, una de les seves filles, detinguda per ser anabaptista, va ser executada per ofegament, a Bamberg.

## A Àustria
Hut viatjà a Àustria. Al maig de 1527 va batejar a Viena a Hans Schlaffer i altres persones que havien sentit la seva exposició sobre per què els cristians no han de prendre les armes ni acceptar ocupacions que els obliguin a fer-ho. Després va realitzar una gira pastoral, que va incloure Melk, Steyr, Freistadt, Linz, Passau, Schärding, Braunau am Inn, Laufen i Salzburg.

## Presó i mort
L'agost de 1527 Hans Hut va tornar a Augsburg i va participar amb altres 60 líders anabaptistes, en l'anomenat Sínode dels Màrtirs, els debats dels quals solament es coneixen pels processos judicials duts a terme contra els participants i els seus seguidors, en les actes dels quals es troben freqüentment declaracions obtingudes mitjançant tortures. Se suposa que es va discutir sobre l'adveniment del Regne de Déu, la suposada imminència de la segona vinguda de Crist i la necessitat de mantenir mentrestant la no participació dels cristians a la guerra, el govern i la magistratura.
Les autoritats de la ciutat van ordenar detenir als participants en el sínode i Hut va ser arrestat el 16 de setembre i, igual que altres detinguts, fou condemnat a presó per un temps indefinit. Després d'haver estat sotmès a tortures, va morir asfixiat després d'un incendi que es va produir a la seva cel·la el 6 de desembre de 1527. Ja mort, el seu cos va ser condemnat a ser cremat a la foguera l'endemà.

## Obres
- Rathsbüchlein (un catecisme, una oració abans dels menjars i una concordança bíblica, 1526-1527)[7]
- Von dem geheimnis der tauf, baide donis zaichens und donis Wesens, ein anfang eines rechten wahrhaftigen christlichen Lebens ("Des del misteri del baptisme", 1527)
- Ein christlicher Unterricht, wie göttliche Geschrift vergleicht und geurtailt solle werden. Aus kraft donis heiligen geists und zeugnis der dreitail christlichen Glaubens sambt iren verstand ("La Doctrina Cristiana com a Escriptura Divina entesa des del poder de l'Esperit Sant i el testimoniatge de fe", 1527)
- Sendbrief Hans Huthen etwan ains. Fürnemen Vorsteers im Wiedertaufforden. Verantwortet durch Urban um Rhegium (Carta coneguda com "A tots els cristians de bon cor", publicació pòstuma, 1528)[8]